# Puchar Świata w narciarstwie alpejskim 1970/1971
Sezon 1970/1971 Pucharu Świata w narciarstwie alpejskim rozpoczął się 13 grudnia 1970 we włoskim Sestriere, a zakończył 14 marca 1971 w szwedzkim Åre. Rozegrano 23 konkurencje dla kobiet (6 zjazdów, 8 slalomów gigantów i 9 slalomów specjalnych) i 24 konkurencje dla mężczyzn (7 zjazdów, 8 slalomów gigantów i 9 slalomów specjalnych).
Puchar Narodów (łącznie) zdobyła reprezentacja Francji, wyprzedzając Austrię i Szwajcarię.

## Puchar Świata w narciarstwie alpejskim kobiet
Wśród kobiet najlepszą zawodniczką okazała się Austriaczka Annemarie Moser-Pröll, która zdobyła 210 punktów, wyprzedzając Francuzki Michèle Jacot oraz Isabelle Mir.
W poszczególnych klasyfikacjach tryumfowały:
- Annemarie Moser-Pröll – zjazd
- Britt Lafforgue i  Betsy Clifford – slalom
- Annemarie Moser-Pröll – slalom gigant

## Puchar Świata w narciarstwie alpejskim mężczyzn
Wśród mężczyzn najlepszym zawodnikiem okazał się Włoch Gustav Thöni, który zdobył 155 punktów, wyprzedzając Francuzów Henriego Duvillarda i Patricka Russela.
W poszczególnych klasyfikacjach tryumfowali:
- Bernhard Russi – zjazd
- Jean-Noël Augert – slalom
- Partick Russel i  Gustav Thöni – slalom gigant

## Puchar Narodów (kobiety + mężczyźni)
- 1.  Francja – 1660 pkt
- 2.  Austria – 1076 pkt
- 3.  Szwajcaria – 475 pkt
- 4.  Stany Zjednoczone – 450 pkt
- 5.  Włochy – 323 pkt